# Abraham Hermanjat
Abraham Hermanjat, de son nom complet Jacques-Elie-Abraham Hermanjat [Hermenjat], né le 29 septembre 1862 à Genève et mort le 12 octobre 1932 à Aubonne, est un artiste peintre suisse marqué principalement par le fauvisme et le divisionnisme.

## Biographie
Peintre moderniste important de la scène culturelle suisse des années 1900 à 1920, Abraham Hermanjat est en lien avec les avant-gardes françaises. L’un des premiers artistes suisses à s’inspirer de l’œuvre de Paul Cézanne, il s’adonne au fauvisme, mouvement peu représenté dans son pays. Hermanjat est également un acteur important de la scène politique culturelle helvétique.
Après une première formation genevoise aux Écoles municipales d’art de la Ville de Genève auprès de Barthélemy Menn et d’Auguste Baud-Bovy (1881-1886), Hermanjat se rend à Alger en 1886, pour y rejoindre son frère et sa mère. Le peintre, qui effectue plusieurs séjours maghrébins, s’inscrit dans la veine orientaliste, déjà pratiquée par plusieurs de ses compatriotes, notamment Charles Gleyre et Louis Auguste Veillon. En Afrique du Nord, il peint des paysages désertiques aux tons mordorés, ainsi que des portraits type d’indigènes, qui se révèlent proches de l’enseignement qu’il a suivi à Genève.
En 1896, Hermanjat et sa femme reviennent s’établir en Suisse. Après Lausanne, Pully et Lignières près de Chexbres, il s’établit à Aubonne (Vaud) en 1908. Le peintre renonce alors à la thématique orientale qui ne lui vaut pas les succès espérés et se tourne vers le paysage suisse, notamment alpin. Il effectue de nombreux séjours à la montagne, principalement dans la vallée des Ormonts, afin de réunir des études et de peindre sur le motif. Ses toiles s’inspirent des grands modèles de la peinture suisse d’alors :  Giovanni Segantini, artiste italien installé aux Grisons, et Ferdinand Hodler, proclamé « peintre national ».
Adepte du fauvisme dans les années 1908 à 1912, Hermanjat applique au paysage suisse une palette de teintes antinaturalistes particulièrement fortes comme dans Montagnes enneigées (Nyon, Fondation Abraham Hermanjat) et Château de Glérolles en hiver ([1908, ou peu avant] Nyon, Fondation Abraham Hermanjat). Dans ce petit chef-d’œuvre, les vibrations horizontales de mauves et de verts du lac répondent à la mosaïque de blancs colorés des vignes en terrasses.
Au cours des années 1910 – époque à laquelle le peintre ne signe plus ses tableaux « Hermenjat », selon l’orthographe de son état civil, mais « Hermanjat », après  avoir effectué des recherches généalogiques –, il s’inspire principalement de la peinture de Ferdinand Hodler, notamment pour dépeindre le paysage de La Côte vaudoise où il est établi ainsi que des figures monumentales d’agriculteurs. La décennie suivante voit Cézanne prendre le pas sur Hodler comme modèle majeur. Le Vaudois brosse alors des natures mortes, des paysages et des portraits aux compositions fortement construites, à la palette assourdie et à la touche large démultipliée par tons proches, autant d’emprunts directs à la peinture du maître d’Aix.

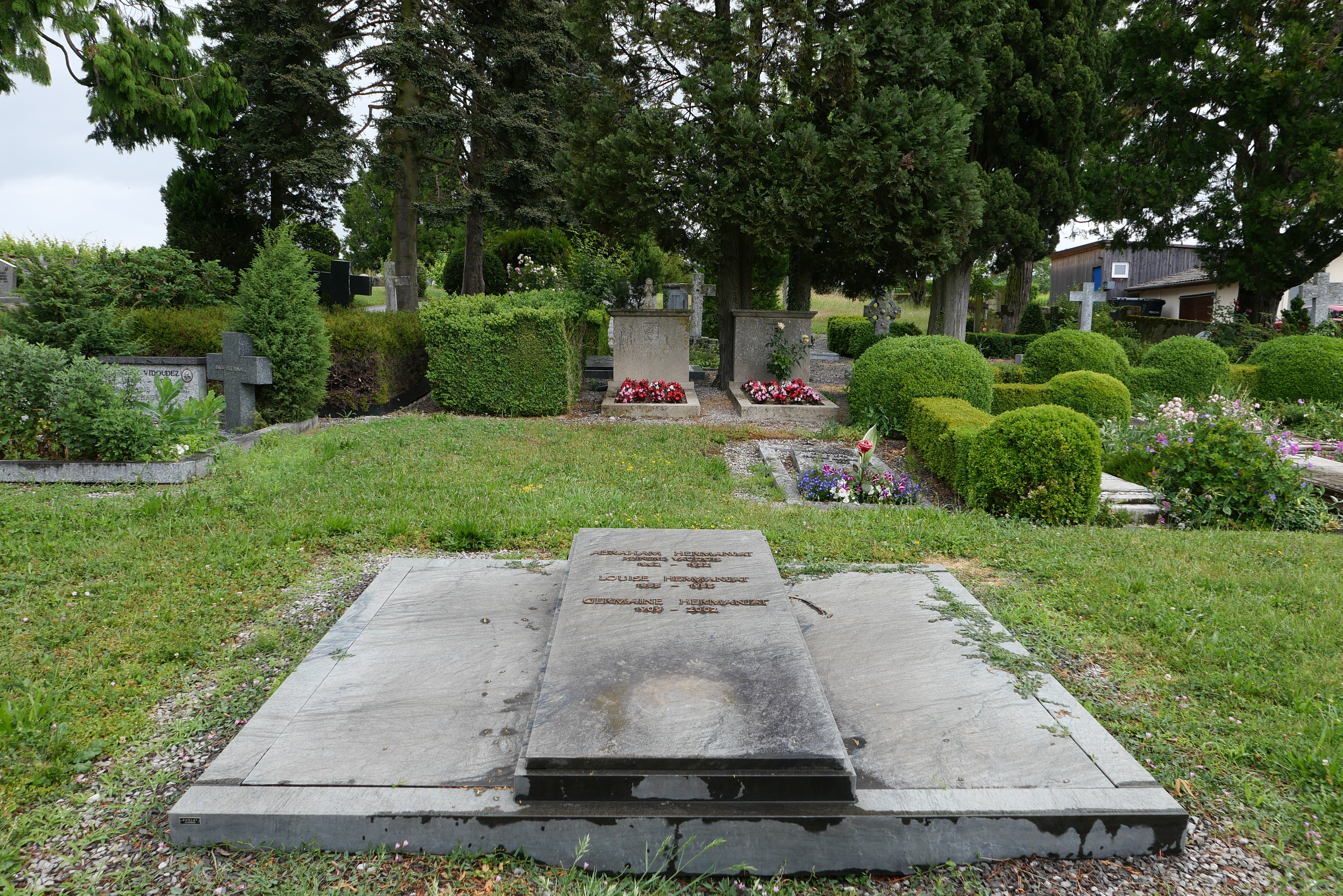
La tombe d' Hermanjat, de son épouse Marie Louise, née Zénobel (1855-1955) et de leur fille adoptive Germaine au cimetière d'Aubonne

Membre du Comité central de la Société des peintres, sculpteurs et architectes suisses (SPSAS, 1910-1928), de la Commission fédérale des beaux-arts (1922-1925), professeur à l’École cantonale vaudoise de dessin et d’art appliqué (1922-1932, actuelle Ecal)et juré de nombreux concours artistiques, Hermanjat joue un rôle important sur la scène culturelle suisse et vaudoise et promeut toute une génération de jeunes peintres. En 1903, il tente en vain de mettre sur pied une Sécession moderniste suisse sous le nom de Groupe des XVIII, qui devait regrouper l’élite artistique du pays avec notamment Ferdinand Hodler, Cuno Amiet, Giovanni Giacometti, Albert Trachsel, l’architecte Alphonse Laverrière et le sculpteur Auguste de Niederhausern, dit Rodo.
Artiste en quête d’une expression picturale en phase avec la modernité, Hermanjat a souvent été identifié avec le Pays de Vaud, voire avec la région de La Côte vaudoise. Il n’en demeure pas moins un peintre lié aux grands courants internationaux européens de la fin du XIXe siècle et du début du XXe siècle.
La fille adoptive de l’artiste, Germaine Hermanjat (1909-2002), suit les cours de l’École cantonale de dessin et d’art appliqué de Lausanne (actuelle Ecal) et cesse de peindre à la fin des années 1930. Elle se consacre ensuite à l’enseignement du dessin et à la promotion de l’œuvre de son père.

## Exposition
En 2012, le Musée historique et des porcelaines de Nyon, le Musée du Léman et la Fondation Abraham Hermanjat dédient au peintre vaudois une grande rétrospective, à l’occasion du 150e anniversaire de sa naissance. L’exposition Abraham Hermanjat (1862-1932). De l’Orient au Léman montre pour la première fois depuis 30 ans l’œuvre du peintre établi à Aubonne. Bénéficiant de prêts importants de collections privées et publiques suisses, elle présente plus de 150 tableaux, dessins et gravures, dont de nombreuses œuvres inédites. À cette occasion, paraît un ouvrage de référence sur le peintre.

## Sélection d'œuvres

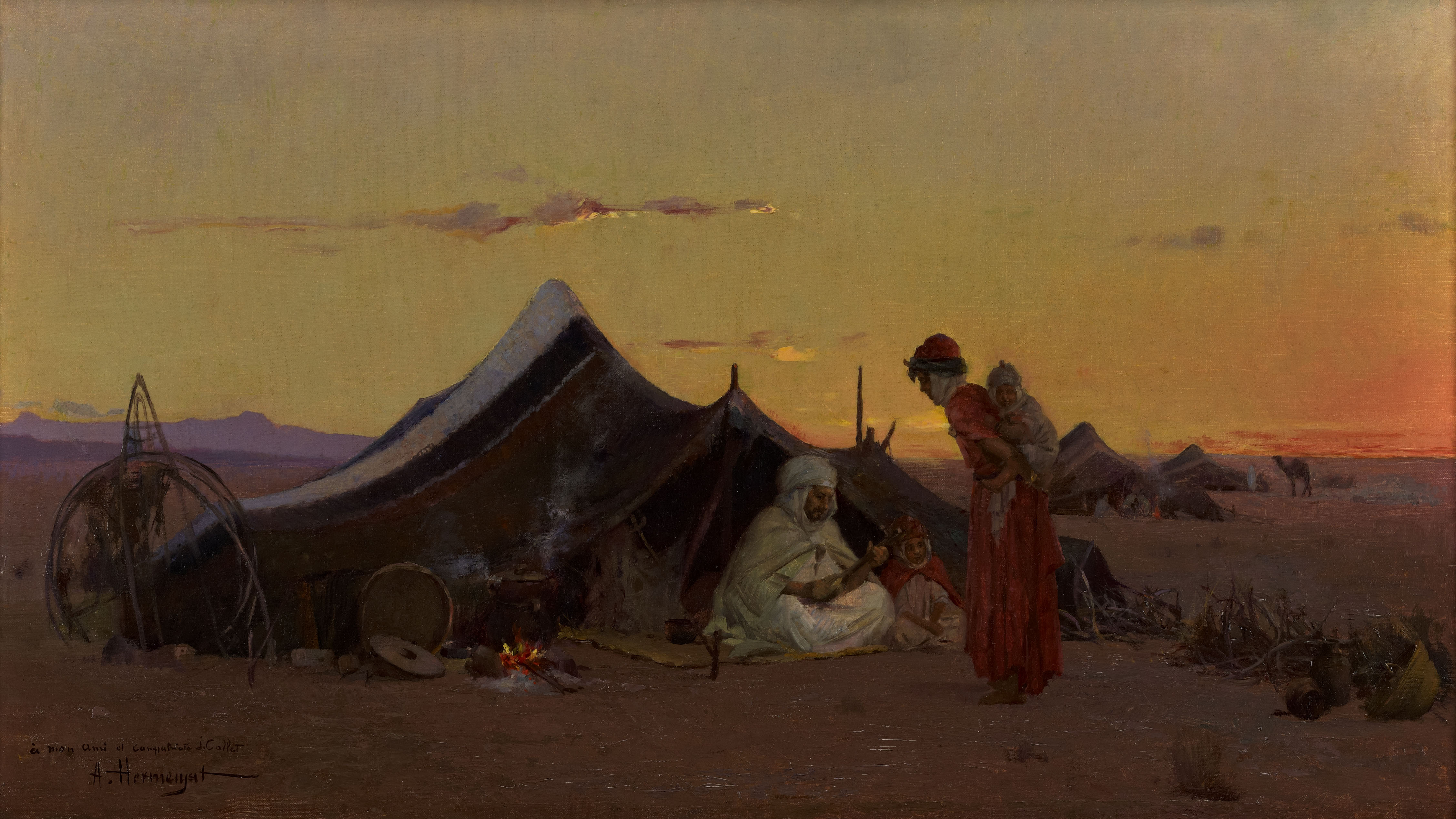
Campement de bédouins au crépuscule, vers 1892-1893

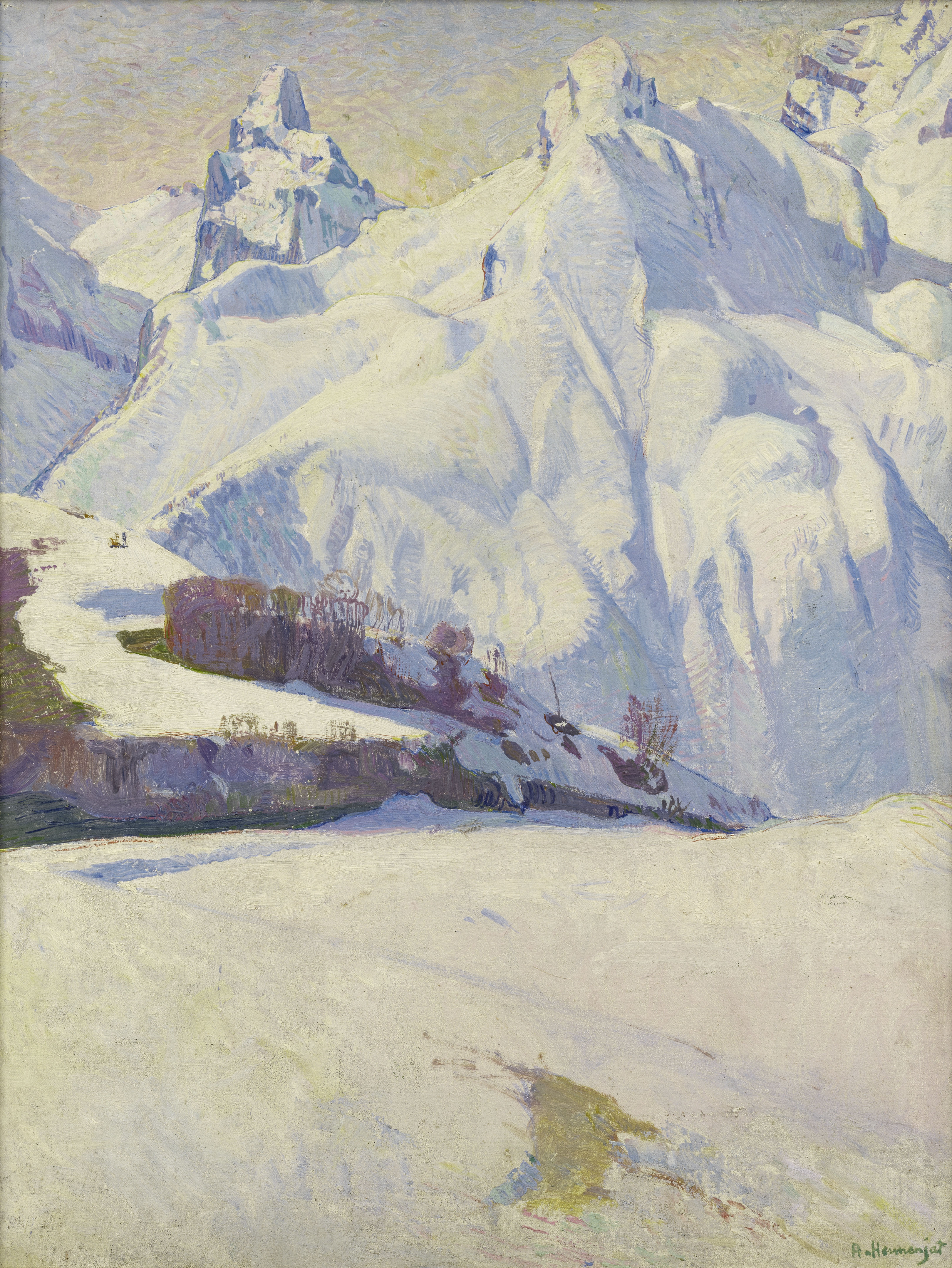
Le petit Muveran, entre 1896 et 1900

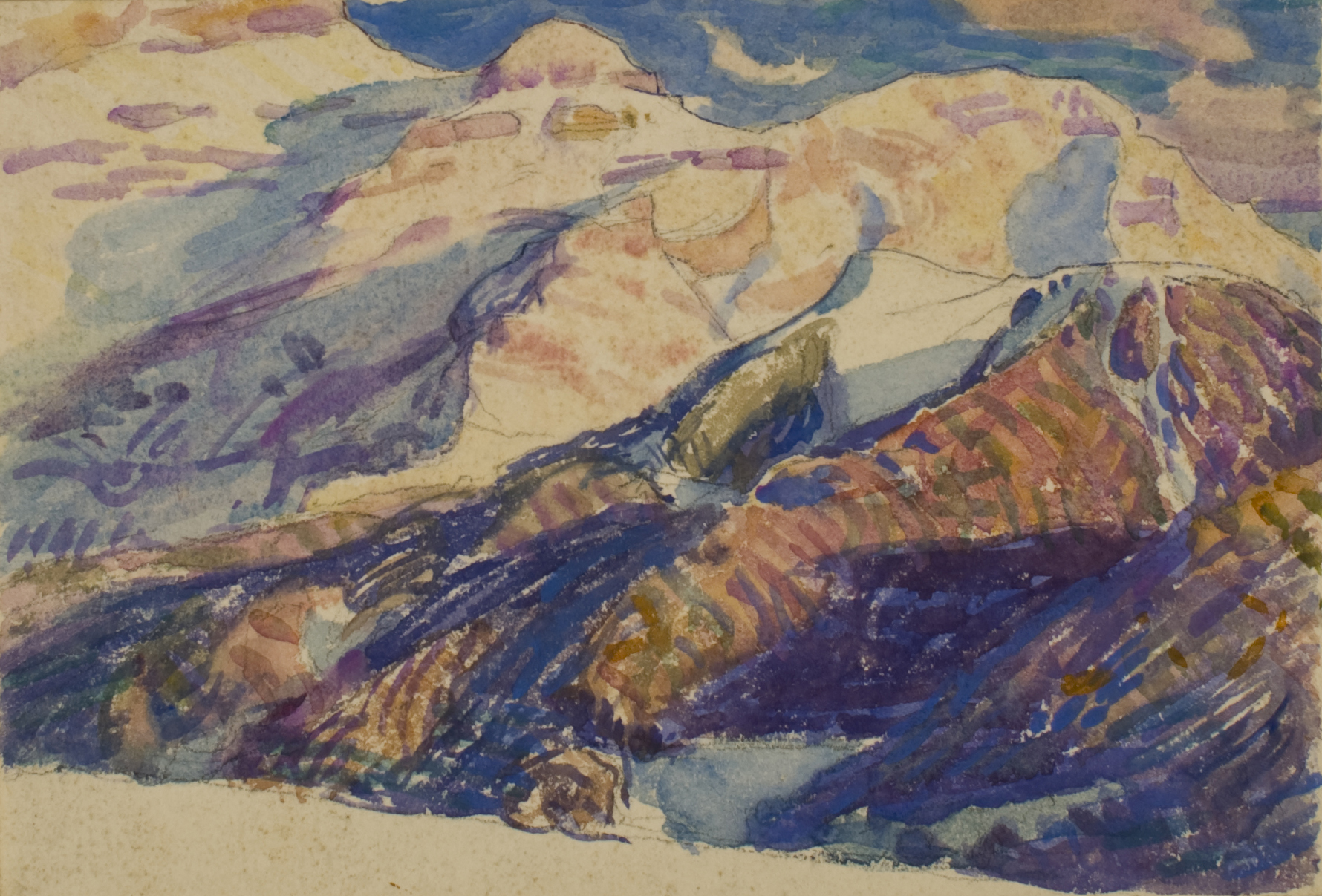
Montagnes enneigées

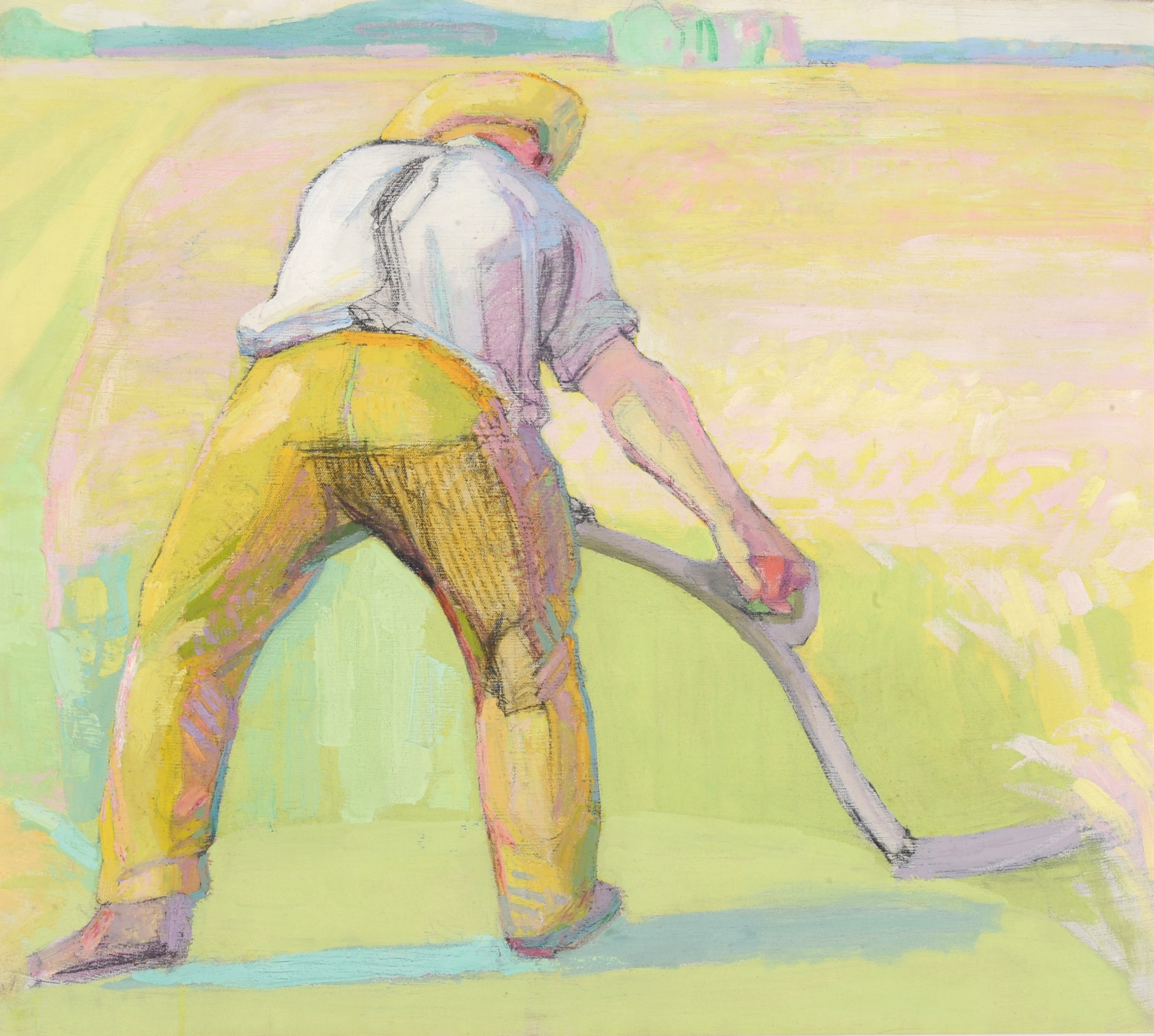
Faucheur de dos

- Paysage fluvial boisé avec pêcheur, sans date [vers 1881-1886], fusain, encre, estompage, grattage et gommage sur papier, 78 × 117,5 cm. Nyon, Fondation Abraham Hermanjat.
- Marais à Choulex, sans date, huile sur toile, 19 × 27 cm. Lausanne, Musée cantonal des beaux-arts.
- Campement en Algérie, 1892, huile sur toile, 57 × 120 cm, Genève, Musée d’art et d’histoire.
- Campement de bédouins au crépuscule, sans date [vers 1892-1893], huile sur toile, 53,5 × 92 cm. Nyon, Fondation Abraham Hermanjat.
- Etude pour Le fumeur de kif, 1894, huile sur toile marouflée sur carton, 46 × 36 cm. Lausanne, Musée cantonal des beaux-arts.
- Fragments de La danse nègre (dite aussi Fête de l’Aïd el Kébir), [1896], huile sur toile, 121 × 65 cm. Nyon, Fondation Abraham Hermanjat.
- Le petit Muveran, sans date [entre 1896 et 1900], huile sur carton, 64 × 49 cm. Nyon, Fondation Abraham Hermanjat, inv. FAH/001540.
- Paysan barattant le beurre, près de Veysonnaz, sans date, détrempe et huile sur carton, 101 × 78 cm. Collection privée.
- Les Rochers de Naye en mars, sans date [1904 ou peu avant], huile sur toile, 90 × 110 cm. Schaffhouse, Museum zu Allerheiligen.
- Femme sur les hauteurs du Léman au crépuscule, sans date [vers 1904-1908], huile sur toile, 55 × 99,5 cm. Collection privée.
- Vue des Tours d’Aï et du massif des Diablerets depuis la Haute-Savoie, sans date [1905], détrempe sur toile, 126 × 139 cm, Nyon, Fondation Abraham Hermanjat.
- Château de Glérolles en hiver, sans date [1908 ou peu avant], tempera sur toile, 46,4 × 61,2 cm. Nyon, Fondation Abraham, Hermanjat.
- Paysage d’automne, sans date [1908-1909], huile sur toile, 78 × 152,5 cm. Lausanne, Musée cantonal des beaux-arts.
- Montagnes enneigées, sans date, mine de plomb, aquarelle et gouache sur papier, 12,4 × 18,2 cm. Nyon, Fondation Abraham Hermanjat.
- Paysage de montagne en août, sans date [1911 ou peu avant], huile sur jute, 56,5 × 100 cm. Collection Musée d’art et d’histoire, Neuchâtel.
- Mittagsruhe (La Sieste), sans date, huile sur jute, 70 × 63 cm. Aarau, Aargauer Kunsthaus.
- Faucheur de dos, sans date, fusain et huile sur toile, 90 × 101 cm. Nyon, Fondation Abraham Hermanjat.
- Baigneuse assise au bord de l’eau, sans date, couleur à la cire, à l’œuf et à l’huile sur toile, 75 × 75 cm. Nyon, Fondation Abraham Hermanjat.
- Nature morte aux pommes, 1922, tempera sur toile, 55,3 × 46,3 cm. Collection privée, Suisse.

## Institutions conservant des œuvres d’Hermanjat

### La Fondation Abraham Hermanjat
La Fondation Abraham Hermanjat (c/o Service de la Culture, Place du château 5, CH-1260 Nyon, Suisse) voit le jour en 2003 grâce à la générosité de Germaine Hermanjat, qui en souhaitait la création pour promouvoir l’œuvre de son père et soutenir le jeune art romand. Propriétaire du fonds d’atelier du peintre, elle est hébergée par la Ville de Nyon, qui conservait déjà un ensemble d’œuvres d’Abraham Hermanjat déposées par sa fille. Elle se charge d’établir l’inventaire de la collection, de l’étudier et de la restaurer.

### Musées suisses
- Aarau, Aargauer Kunsthaus
- Bellinzona, Museo civico Villa dei Cedri
- Berne, collection de la Confédération suisse
- Berne, Kunstmuseum Bern
- Genève, Musée d'art et d'histoire de Genève
- Lausanne, Musée cantonal des beaux-arts
- Lausanne, Musée historique
- Lucerne, Kunstmuseum Luzern
- Neuchâtel, Musée d’art et d’histoire
- Nyon, Musée historique et des porcelaines, château de Nyon
- Nyon, Musée du Léman
- Saint-Gall, Kunstmuseum Sankt Gallen
- Schaffhouse, Museum zu Allerheiligen
- Vevey, Musée Jenisch
- Zurich, Kunsthaus Zürich